# Emmett Carls

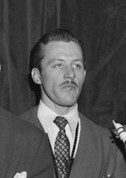

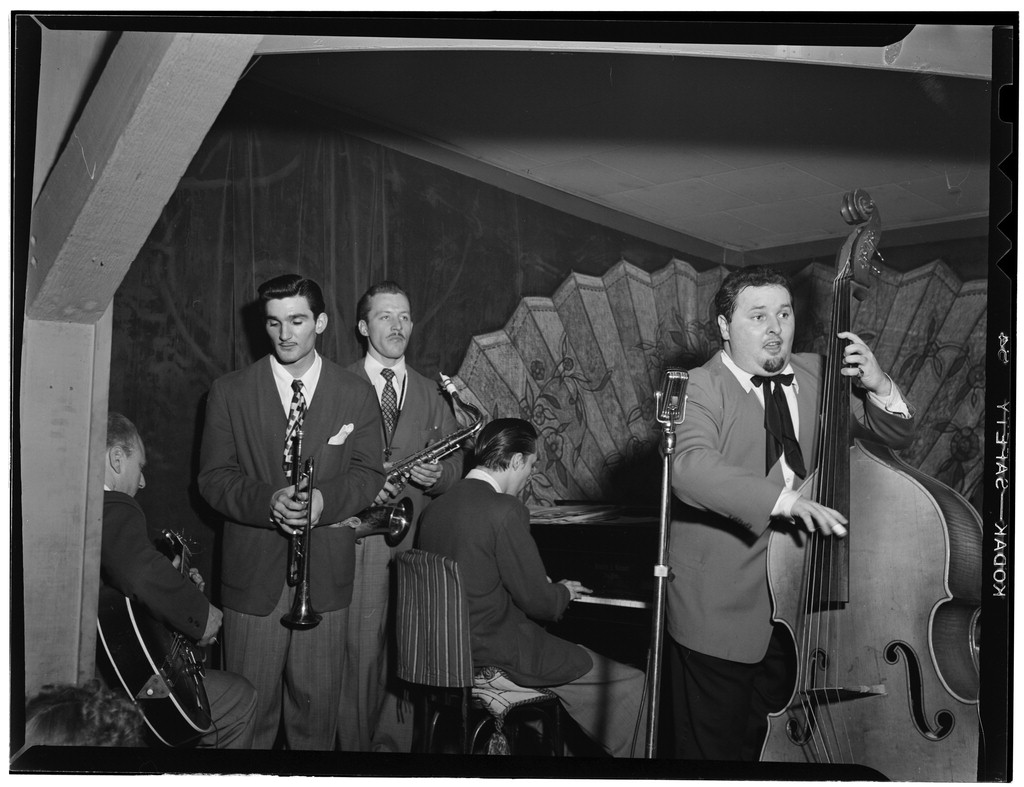
Conte Candoli, Emmett Carls (Mitte) und Chubby Jackson mit unbekanntem Gitarristen und Pianisten (wahrscheinlich Billy Bauer und Tony Aless) im Esquire Club, Long Island, ca. April 1947. Foto: William P. Gottlieb.

Emmett Carls (* 1. April 1917; † November 1980) war ein US-amerikanischer Jazzmusiker (Tenorsaxophon).

## Leben und Wirken
Carls spielte ab 1942 im Chico Marx Orchestra, bei Sonny Dunham und dann bei Boyd Raeburn, 1944–45 bei Stan Kenton, wo er als Erster Tenorist beschäftigt war.
1945 studierte er in Chicago bei Lennie Tristano, den er auch für eine Bigband begeisterte, die Carls leitete, die aber nicht über das Probenstadium hinauskam. Im März 1945 nahm er in Chicago unter eigenem Namen auf (The Lost Session); zu den beteiligten Musikern gehörten neben Tristano Marky Markowitz, Earl Swope, Chubby Jackson und Don Lamond. Carls ging dann nach Washington, DC. Ab Ende 1945 arbeitete er in New York mit Benny Goodman, Mildred Bailey und Chubby Jackson.
1946 heiratete er die Schauspielerin und Sängerin Dorothy Claire, mit der er bereits bei Dunham zusammengearbeitet hatte und die er schon als Manager betreute. Im Folgejahr leitete er in New York eine Combo, die zusätzlich Streicher umfasste; 1949 arbeitete er im Orchester von Chubby Jackson. 1952 leitete er das Carousel Orchestra in Pittsburgh. Im Bereich des Jazz war er zwischen 1943 und 1947 an 23 Aufnahmesessions beteiligt.